# I. e. 544
Évszázadok: i. e. 7. század – i. e. 6. század – i. e. 5. század
Évtizedek: i. e. 590-es évek – i. e. 580-as évek – i. e. 570-es évek – i. e. 560-as évek – i. e. 550-es évek – i. e. 540-es évek – i. e. 530-as évek – i. e. 520-as évek – i. e. 510-es évek – i. e. 500-as évek – i. e. 490-es évek
Évek: i. e. 549 – i. e. 548 – i. e. 547 – i. e. 546 –  i. e. 545 – i. e. 544 – i. e. 543 – i. e. 542 – i. e. 541 – i. e. 540 – i. e. 539

## Események
- Az 59. olümpiai játékok
- Bimbiszára lép Magadha trónjára Indiában.

## Születések
- Sun Zi (孫子, Sūn Zǐ, magyarosan Szun Ce) (i. e. 496) a mai napig ható A háború művészete című kínai hadtudományi munka szerzője. († i. e. 496)